# Jania sanctae-marthae
Jania sanctae-marthae Schnetter, 1972  é o nome botânico de uma espécie de algas vermelhas pluricelulares do gênero Jania.
- São algas marinhas encontradas na Colômbia (Atlântico).

## Sinonímia
- Jania santae-marthae Schnetter (var. ort.)